# Carrera del Medio Ambiente y el Desarrollo Sostenible

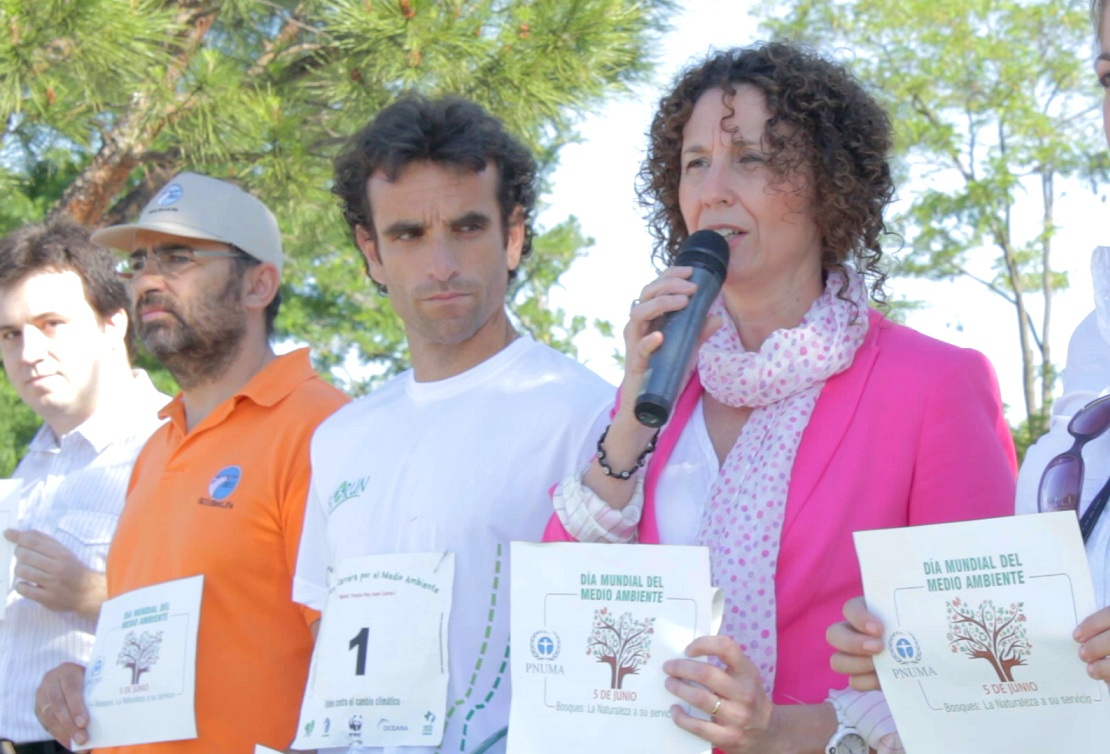
La Directora General de la Oficina de Cambio Climático, Alicia Montalvo con motivo de la celebración del Día Mundial del Medio Ambiente

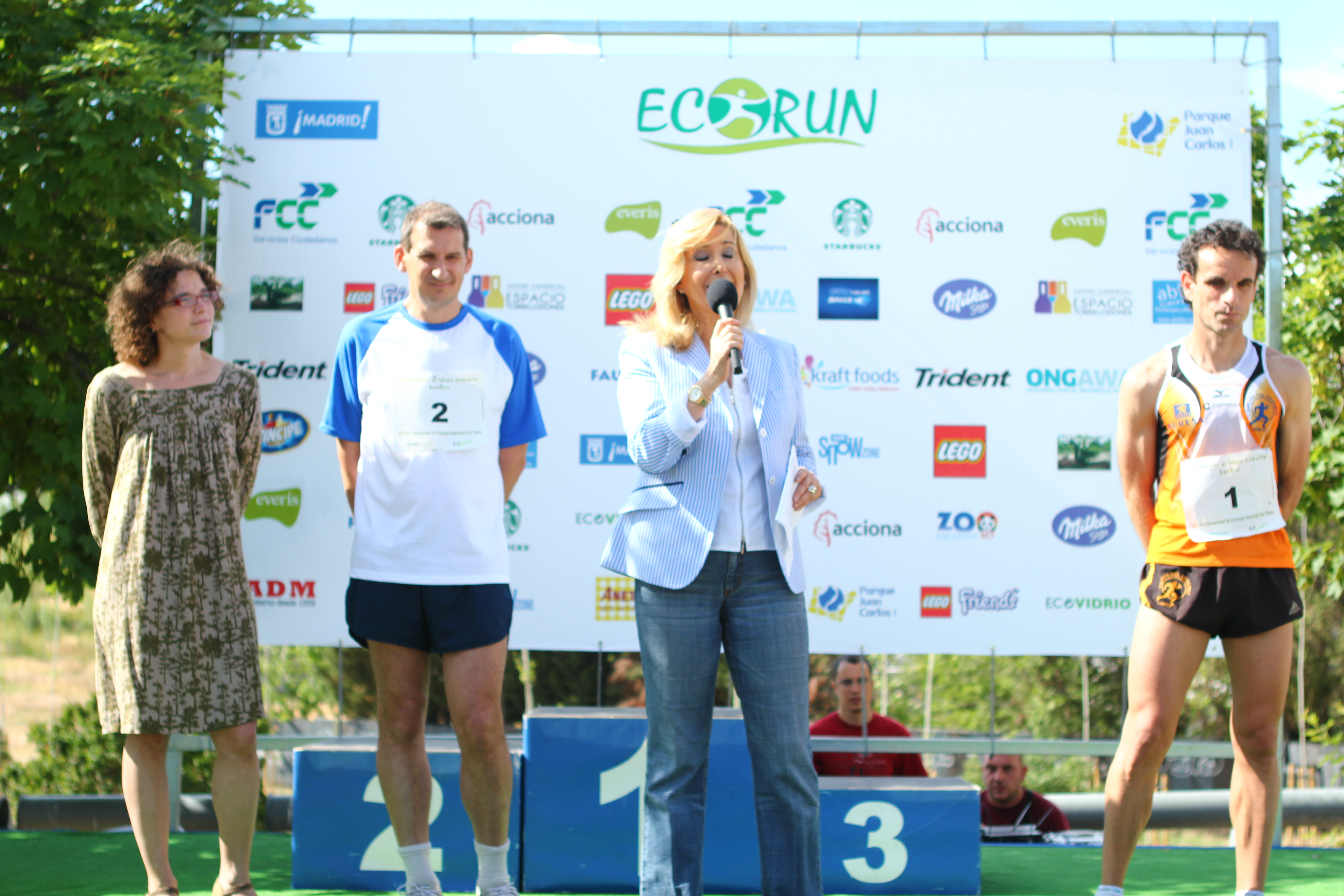
Palabras de la presentadora Nieves Herrero en la Carrera del Medio Ambiente -Ecorun

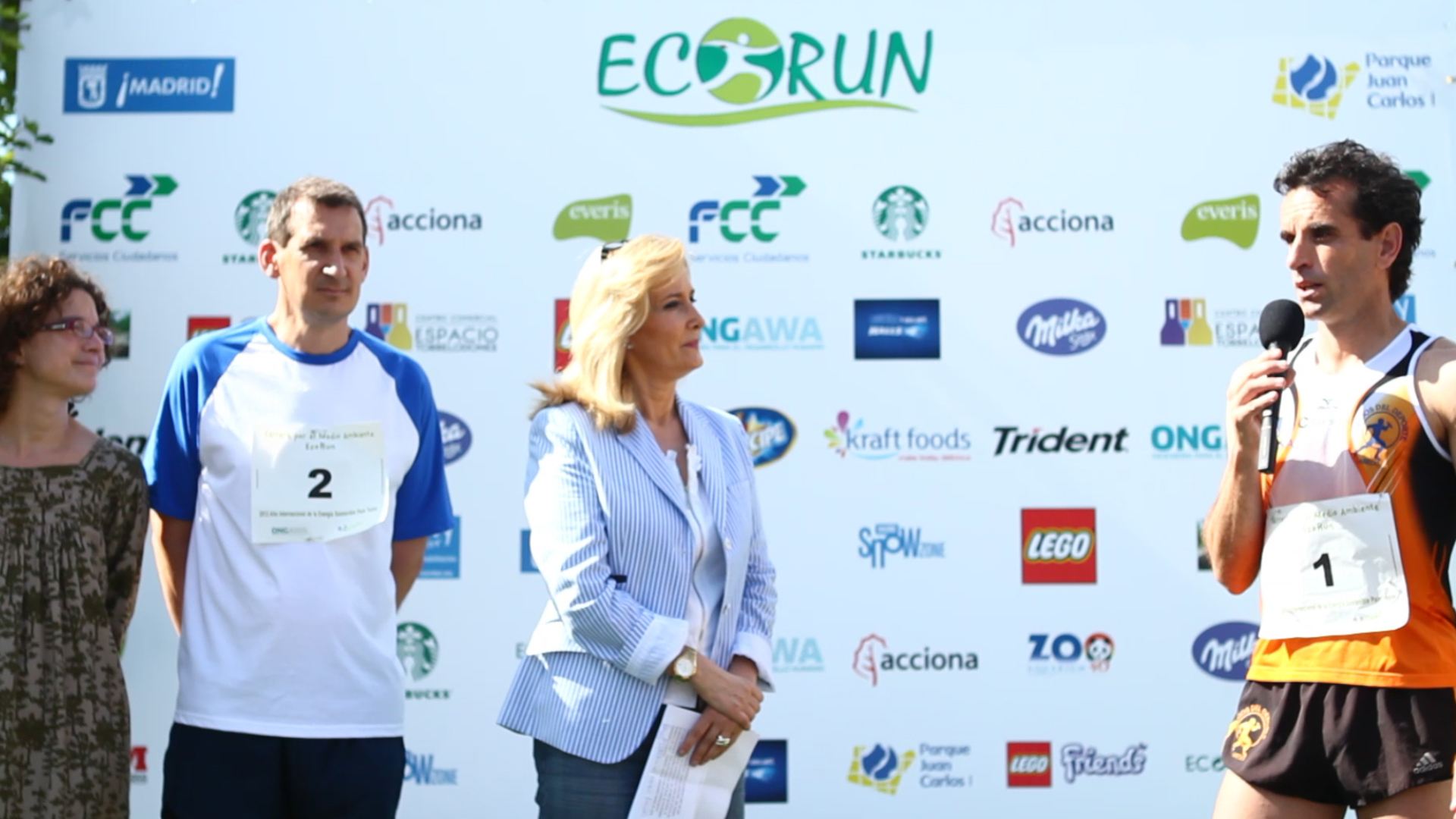
Palabras de Fabián Roncero en la Carrera del Medio Ambiente -Ecorun 2012

La Carrera del Medio Ambiente y el Desarrollo Sostenible (EcoRun) es una carrera atlética de carácter popular que tiene lugar en Madrid y otras ciudades españolas, con motivo de los actos conmemorativos del Día Mundial del Medio Ambiente, adoptada por la Asamblea General de las Naciones Unidas y que se celebra el día 5 de junio de cada año.
La carrera que tiene lugar en Madrid es el principal de los actos que se realizan en España con motivo de esta celebración y el que tiene una mayor repercusión mediática y una participación más numerosa, superando habitualmente los 2.000 participantes. 
Promovida en colaboración con Fabián Roncero, Premio Príncipe de Asturias de los deportes y campeón de la Copa del Mundo de Maratón, la carrera pretende fomentar la participación ciudadana en la difusión de actitudes ambientalmente sostenibles, de una forma atractiva, activa y festiva, bajo el lema «Unidos contra el cambio climático». 
La carrera recauda fondos para proyectos llevados a cabo por las principales ONG medioambientales españolas. En 2011 se financiaron proyectos de WWF, Oceana, SEO/BirdLife y Green Cross. En 2012, declarado por las Naciones Unidas como «Año Internacional de la Energía Sostenible para Todos», los beneficios fueron para proyectos de energía sostenible de ONGAWA, Ingeniería para el Desarrollo Humano (antes Ingeniería Sin Fronteras).
El comité de honor de la carrera está presidido por el ministro responsable de los temas medioambientales: anteriormente la ministra de Medio Ambiente y Medio Rural y Marino, Rosa Aguilar, y actualmente el ministro de Agricultura, Alimentación y Medio Ambiente, Miguel Arias Cañete, contando entre sus miembros destacadas personalidades en materia medioambiental.
La inscripción en la Carrera del Medio Ambiente es abierta, pudiendo inscribirse tanto atletas federados como no federados, y personas de todas las edades.
En la edición 2011, la carrera estuvo presidida, por la Directora General Oficina de Cambio Climático, Alicia Montalvo. En la de 2012 la madrina fue la popular presentadora Nieves Herrero.